# Edvard Antonijevič
Edvard Antonijevič   (Ljubljana, 24 de desembre de 1902 - Hot Springs, 4 de gener de 1960) va ser un gimnasta artístic eslovè que va competir sota bandera iugoslava durant la dècada de 1920.
Des de petit va ser un membre actiu del moviment esportiu sokol. El 1928 va prendre part en els Jocs Olímpics d'Amsterdam, on disputà les set proves del programa de gimnàstica. Guanyà la medalla de bronze en la competició del concurs complet per equips, mentre en les altres sis proves finalitzà més enllà de la vintena posició, a excepció del concurs d'anelles, on fou onzè.
En els anys posteriors va participar al Campionat del món de gimnàstica artística de 1930, on va guanyar una medalla de bronze en la prova per equips. Iugoslàvia no va participar en els Jocs Olímpics d'Estiu de 1932 i també es va perdre el Campionat del món de gimnàstica artística de 1934 per les tensions polítiques amb Hongria. Intentà classificar-se, sense sort, per disputar els Jocs Olímpics d'Estiu de 1936.
Durant la Segona Guerra Mundial va romandre actiu en el moviment Sokol. En els últims anys de la guerra va ser empresonat a Ljubljana i després enviat al camp de concentració de Dachau, d'on fou rescatat per les forces estatunidenques. Posteriorment va viure i treballar a Munic, Kobarid i Trieste, on la seva filla va conèixer el seu futur marit, un metge estatunidenc. El 1949 es va trasllardar a viure als Estats Units amb la seva família, on morí el 1960 a Hot Springs, Arkansas.